# Lollipop Candy♥BAD♥girl
「Lollipop Candy♥BAD♥girl」（ロリポップ・キャンディー・バッド・ガール）は2006年10月11日に発売されたTommy heavenly6の6枚目のシングルである。

## 概要
- ハロウィンを記念して制作された楽曲であり、ハロウィンの10月31日にちなんだ10分31秒もの超大作シングルである。本人はインタビューで「元々heavenly6は、ハロウィンの日にデビューさせたかった。」と語っている。[1]
- 本人曰く、会議などで「何で10分31秒にするなんて宣言しちゃったんだろう」と何度も愚痴をこぼしたが、どうにか完成したという逸話がある。[2]
- PVでは、「Wait till I can dream」以来2度目となるTommy february6とTommy heavenly6が共演をしている。そのためかCDジャケットも表ジャケットにはheavenly6が、裏ジャケットにはfebruary6が写っている。
- 初回限定盤はデジパック仕様でPVを収録したDVDが付属しており、通常盤とはジャケットが異なる。

## 収録曲

### CD
1. Lollipop Candy ♥BAD♥ girl
作詞：Tommy heavenly6／作曲・編曲：Lucy Henson, Brian Valentine
2. Lollipop Candy ♥BAD♥ girl (short version)
イントロ、ワルツパートがカットされ、マーチングパート→ロックパートの流れになっている。
3. Lollipop Candy ♥BAD♥ girl (original instrumental)

### DVD（初回盤のみ付属）
1. Lollipop Candy♥BAD♥girl

- 短編映画のような世界観になっている。前半はTommy heavenly6パート、後半はTommy february6とTommy heavenly6との共演パートとなっている。
- ショートバージョンのPVも存在するが、現在もソフト化されていない。

## 収録アルバム
- 『Gothic Melting Ice Cream's Darkness “Nightmare”』(#1)
- 『HALLOWEEN ADDICTION』(#1)
- 『Heavy Starry Heavenly』(マーチングパート、ワルツパートや雨音などのSEがカットされ、ロックパートのみを集めたアルバムバージョン。)